# Diccionario geográfico, estadístico, histórico de las Islas Filipinas
El Diccionario geográfico, estadístico, histórico de las Islas Filipinas es una obra de Manuel Buzeta Núñez y Felipe Bravo, publicada por primera vez en dos volúmenes entre 1850 y 1851.

## Descripción
| «Muévenos á publicar este Diccionario, el convencimiento que tenemos de la utilidad que, asi las islas Filipinas, como la nacion española, y aun la Europa entera, deben reportar del conocimiento exacto y minucioso de aquel Archipiélago. Recorriéndole y estudiándole bajo todos aspectos, no pudimos menos de concebir la idea de generalizar nuestros conocimientos adquiridos sobre él, y nos decidimos á llevarla á cabo, como una necesidad de nuestro amor á objetos tan dignos» —Los autores, en el prólogo al primer volumen |

El diccionario, obra de los religiosos Manuel Buzeta Núñez y Felipe Bravo, se publicó en dos volúmenes entre 1850 y 1851, de unas mil doscientas páginas en total; ambos salieron de la imprenta que un José C. de la Peña regentaba en el centésimo número de la madrileña calle de Atocha. Los autores, ya desde el prólogo, señalan a las Filipinas como «las menos conocidas de todas las colonias europeas» y se proponen darles «á estas toda la importancia de que son susceptibles». Antes de adentrarse en una descripción ordenada alfabéticamente de islas, lugares, ríos, montañas y otros accidentes geográficos, dedican más de doscientas cincuenta páginas a ofrecer una panorámica general de las Filipinas.

## Índice
- I (1850): Abaabo-Cuyos
- II (1851): Daan-Zita